# دکرس اوتدور
دکرس اوتدور (انگلیسی: Deckers Outdoor) شرکت پوشاک آمریکایی است، که در سال ۱۹۷۳ توسط داگلاس اوتو و کارل لوپکر تأسیس شد.